# Køge Torv
Køge Torv (deutsch: Køge Marktplatz) in Køge auf der dänischen Insel Seeland ist mit einer Fläche von fast 1 Hektar der größte mittelalterliche Platz Dänemarks und der größte Stadtplatz in der dänischen Provinz.

## Pranger
Vom Mittelalter bis 1799 befand sich der Pranger auf dem Platz vor dem Rathaus der Stadt, Kjøge Kag. Hier wurden öffentliche körperliche Strafen wie zum Beispiel das Auspeitschen vollzogen. Kjøge Kag war der berüchtigste Pranger in Dänemark und diente auch als Schafott.

## Das Denkmal für Friedrich VII.
In der Mitte des Platzes steht Herman Wilhelm Bissens Statue des dänischen Königs Friedrich VII. (1808–1863), die am 5. Juni 1869, zwanzig Jahre nach der Verabschiedung der Juniverfassung 1849, enthüllt wurde. Um die Statue zu bezahlen, wurden Spenden gesammelt, insgesamt 4000 dänische Reichstaler (Rigsdaler). Heute  ist es örtliche Tradition, dass die neuen Schüler jedes Jahr um die Statue tanzen. Ebenfalls aus einer Spende finanziert wurde der 1922 eingeweihte Brunnen, der sich auf dem Platz befindet.

## Wochenmarkt und Veranstaltungen

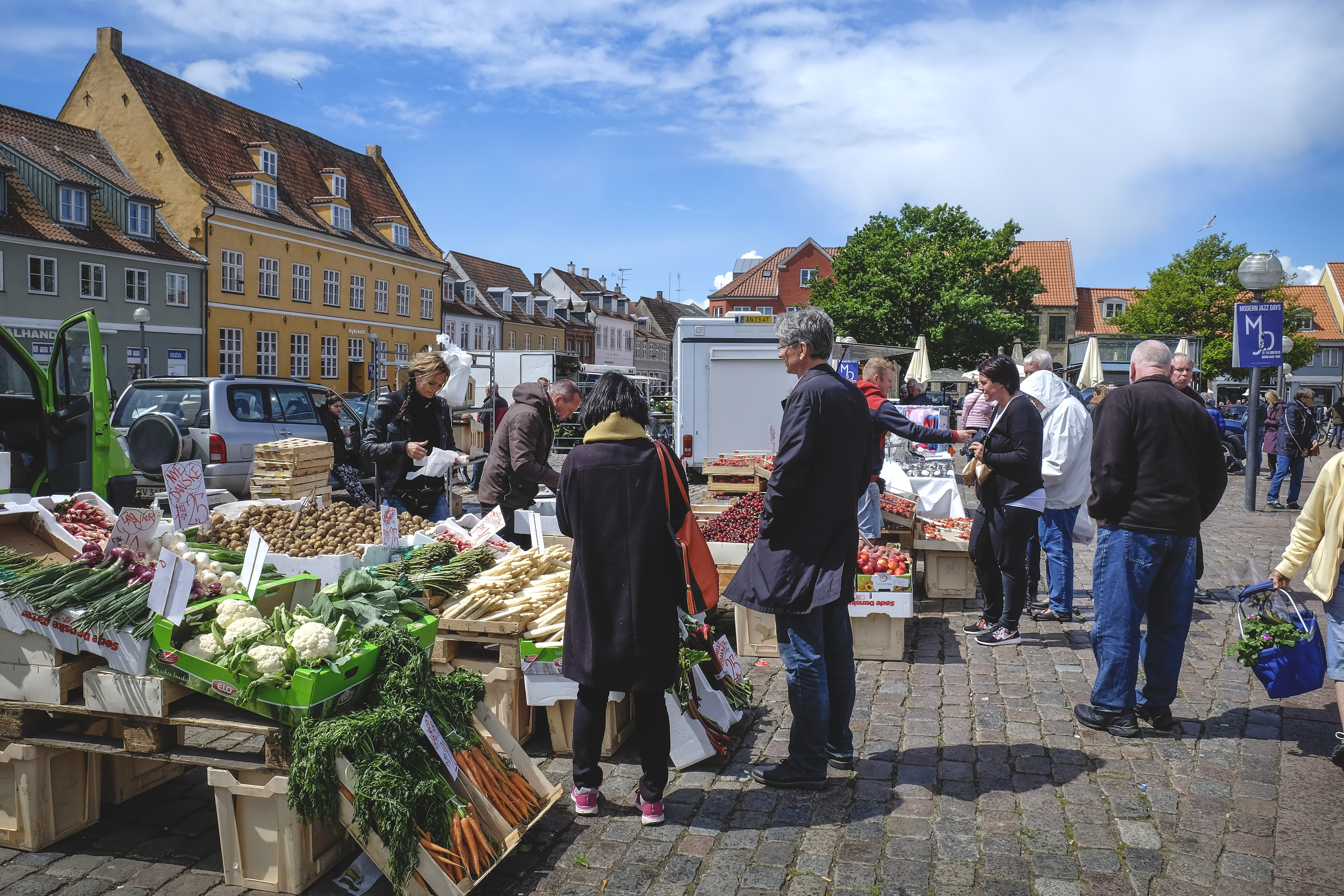
Wochenmarkt auf dem Køge Torv

Auf dem Køge Torv gibt es seit 700 Jahren Handel mit Fleisch, Fisch und Gemüse, und bis in die 1950er Jahre wurde auf dem Platz lebendes Geflügel verkauft. Mittwochs und samstags findet auf dem Platz der Wochenmarkt statt. Daneben finden auf dem Køge Torv auch Stadtfeste, Wahlversammlungen und Demonstrationen statt. Es gibt Straßenrennen, Radrennen und Markttage. Zu Weihnachten wird der Weihnachtsbaum der Stadt auf dem Marktplatz in Szene gesetzt und es gibt Cafés und Stände mit Eis, Obst und Kaffee.

## Auszeichnung
In der Mitte des Platzes erinnert eine in das Kopfsteinpflaster eingelassene Gedenktafel an den Stadtplanungspreis Byplan Award, den Køge 1997 erhielt. Zu diesem Zeitpunkt wurde auch die Platzoberfläche saniert. Mit dem Preis wurde die Gemeinde „für ihre beharrliche und konsequente Stadtplanungspolitik, bei der die Erneuerung des Stadtkerns von Køge auf überzeugende Weise an die historischen Besonderheiten, den Charakter und die Größe der Stadt angepasst wird,“ ausgezeichnet.